# La Chapelle-Saint-Rémy
La Chapelle-Saint-Rémy – miejscowość i gmina we Francji, w regionie Kraj Loary, w departamencie Sarthe.
Według danych na rok 1990 gminę zamieszkiwało 688 osób, a gęstość zaludnienia wynosiła 36 osób/km² (wśród 1504 gmin Kraju Loary La Chapelle-Saint-Rémy plasuje się na 733. miejscu pod względem liczby ludności, natomiast pod względem powierzchni na miejscu 585.).